# Can Masgrau (Riudellots de la Selva)
Can Masgrau és una masia de Riudellots de la Selva (Selva) inclosa a l'Inventari del Patrimoni Arquitectònic de Catalunya.

## Descripció
Can Masgrau es troba prop de la urbanització Mas Joals, al nord del nucli urbà, prop del cementiri. Es veu des de la carretera que porta al polígon industrial.
Es tracta d'una masia fortificada de dues plantes amb vessants a laterals i cornisa catalana. La porta principal és adovellada amb arc de mig punt i es troba flanquejada per dos contraforts, també arrebossats i pintats com la façana. Les finestres són envoltades amb pedra, ampit motllurat i d'arc conopial.
El voltant de la casa està pavimentat amb una vorera de pedra rejuntada i jardineres amb força vegetació, hi ha una parra que ocupa gran part de la façana. L'edifici té dependències adossades a cada costat, a la dreta hi ha un cos més baix que correspon al garatge, amb una porta de fusta i planxa que té els brancals de pedra i la llinda és de fusta. Però el més destacable és a la part esquerra de l'edifici, adossada a la masia, hi ha una torre de defensa de planta quadrada amb cinc pisos. Les obertures són quadrangulars, de diverses mides i envoltades amb pedra monolítica, també es conserven les espitlleres de defensa. Aquesta torre està coberta a quatre aigües, el parament és arrebossat i pintat igual que la casa i els angles són de carreus vistos.
Des de la carretera es poden veure les façanes posteriors, que a diferència de la principal, el parament és de maçonaria vista, sense arrebossar. Les obertures aquí són rectangulars, envoltades amb pedra.
Hi ha altres dependències modernes que completen el conjunt arquitectònic de Can Masgrau.

## Història
Can Masgrau va ser venut l'any 1845, després que el seu propietari, Jaume Masgrau, hagués estat declarat “carlí infident” el 1837.